# Il nano rosso
Il nano rosso (Le nain rouge) è un film del 1998 diretto da Yvan Le Moine.
È stato presentato nella Quinzaine des Réalisateurs al 51º Festival di Cannes.